# Nhạc phản chiến
Nhạc phản chiến là dòng nhạc được sáng tác ra nhằm bày tỏ thái độ phản đối, không tán thành chiến tranh từ phía các nhạc sĩ, đôi khi là để ủng hộ chủ nghĩa hòa bình. Sự không tán thành này có thể thể hiện qua những giai từ phê phán trực tiếp chiến tranh hay bày tỏ thái độ chán ghét chiến tranh, và cả những đồng cảm sẻ chia cùng những nạn nhân của chiến tranh.
Dòng nhạc phản chiến trong một số trường hợp có thể bị chính quyền cấm biểu diễn, và cũng không hiếm khi bị từ chối tại các kênh truyền hình, kênh âm nhạc độc lập.
Nhiều nhạc sĩ đã thành công với những ca khúc phản chiến và nhiều ca khúc thuộc chủ đề này đã trở nên nổi tiếng, như "Blowin' in the Wind" của Bob Dylan được xem là thánh ca của phong trào tranh đấu cho dân quyền, "Give Peace a Chance" của John Lennon trở thành giai điệu chính của phong trào phản chiến tại Mỹ những năm 70 và "Where Have All the Flowers Gone?". Và có thể nhắc đến Michael Jackson và ca khúc lừng danh "Heal the World" ra mắt năm 1991 trong album Dangerous.
Tại Việt Nam, cuộc chiến tranh Việt Nam tạo cảm hứng mạnh mẽ cho những tên tuổi lớn như Phạm Duy (với Tâm ca, Tâm phẫn ca và những ca khúc phản chiến khác), Trịnh Công Sơn (với những dòng nhạc phản chiến của Trịnh Công Sơn), Miên Đức Thắng với tập nhạc Từ đồng hoang ở miền Nam... Trong đó nổi bật nhất là Phạm Duy và Trịnh Công Sơn, với nhiều ca khúc được phổ biến sâu rộng trong giới thanh niên, và trong số đó có những bài bị cấm đoán bởi cả hai phía chính quyền. 

### Một số ca khúc tiêu biểu:
1. Hát trên những xác người
2. Gia tài của mẹ
3. Ta thấy gì đêm nay
4. Bài ca dành cho những xác người